# برنامه پنجم توسعه
قانون برنامه پنجم توسعه ایران، پنجمین قانون توسعه پس از پیروزی انقلاب ۵۷ ایران است. این قانون برای تحقق سند چشم انداز ۱۴۰۴ تدوین شده‌است. این قانون ۲۳۵ ماده دارد و مادهٔ ۲۳۵ آن اعلام می‌کند که این قانون تا سال ۱۳۹۴ خورشیدی اعتبار دارد که البته قانون برنامه پنجم تا پایان سال ۱۳۹۵ تمدید شد.